# Antonio Frjazin
Antonio Frjazin, possibile nome italiano Antonio Gilardi o Gislardi (in russo Антон Фрязин?; fl. XV secolo), è stato un architetto e diplomatico italiano che operò in Russia dal 1469 al 1488.
Il nomignolo "Frjazin" (ovverosia Franco) veniva dato dagli antichi abitanti del regno di Moscovia a tutti coloro i quali provenivano dall'Europa Meridionale, in particolare agli italiani. Nipote di Giambattista Della Volpe (conosciuto in Russia come Ivan Frjazin).
Poche sono le informazioni reperite circa questo architetto: si sa che era originario di Vicenza, nel 1469 giunse a Mosca dove nel 1485 fece realizzare la prima torre del nuovo Cremlino di Mosca, interamente fatto di mattoni, la torre Tajnickaja (in russo Тайницкая башня), mentre tre anni dopo, nel 1488, lavorò alla costruzione della torre Sviblova (Свиблова башня, poi ribattezzata Torre Bodovzvodnaja, Водовзводная башня). 
Vi sono ipotesi secondo le quali negli annali dell'antica Russia sotto il nome di Anton Frjazin siano indicate in realtà due persone diverse.